# スコットと朝食を
『スコットと朝食を』（英: Breakfast with Scot）は、2007年のカナダの映画。
2008年7月12日に第17回東京国際レズビアン&ゲイ映画祭にてアジア初上映された。また、2009年1月25日に第4回関西クィア映画祭で上映された。

## キャスト
- エリック：トム・キャヴァナー
- サム：ベン・シェンクマン（英語版）
- スコット：ノア・バーネット
- ジョアン：シャウナ・ マクドナルド
- バッド：グラハム・グリーン
- リャン：ディラン・エヴェレット（英語版）
- ビリー：コリン・カニンガム
- ミア：アンナ・シルク
- ポール：ロビン・ブリュレ（英語版）
- フィン：キャメロン・アンセル（英語版）
- シーラ・マッカーシー